# Młodzieżowe Mistrzostwa Polski w Lekkoatletyce 2017
34. Młodzieżowe Mistrzostwa Polski w Lekkoatletyce – zawody lekkoatletyczne dla sportowców do lat 23 organizowane pod egidą Polskiego Związku Lekkiej Atletyki, które odbywały się od 1 do 2 lipca 2017 roku w Suwałkach.

## Rezultaty

### Mężczyźni
| Konkurencja:                    | 1. miejsce                                                                  | Rezultat    | 2. miejsce                                                                         | Rezultat    | 3. miejsce                                                                                           | Rezultat |
| Bieg na 100 m                   | Dominik Kopeć KS Agros Zamość                                               | 10,38       | Karol Kwiatkowski AZS-AWF Katowice                                                 | 10,61       | Konrad Ziółkowski LKS Vectra Włocławek                                                               | 10,83 SB |
| Bieg na 200 m                   | Dominik Kopeć KS Agros Zamość                                               | 21,63       | Dariusz Kowaluk AZS-AWF Warszawa                                                   | 21,65       | Przemysław Adamski WKS Flota Gdynia                                                                  | 21,96    |
| Bieg na 400 m                   | Wiktor Suwara AZS Łódź                                                      | 46,42 SB    | Dariusz Kowaluk AZS-AWF Warszawa                                                   | 46,58 PB    | Kajetan Duszyński AZS Łódź                                                                           | 46,83    |
| Bieg na 800 m                   | Mateusz Borkowski RKS Łódź                                                  | 1:54,70     | Jakub Bałdyka AZS-AWF Warszawa                                                     | 1:55,68     | Grzegorz Petrusiewicz SL Salos-Wodna Łódź                                                            | 1:52,64  |
| Bieg na 1500 m                  | Roman Kwiatkowski OKS Start Otwock                                          | 3:48,46     | Grzegorz Kunc KS AZS AWF Kraków                                                    | 3:49,09     | Adam Włodarczyk AZS Łódź                                                                             | 3:50,08  |
| Bieg na 5000 m                  | Grzegorz Ebel MLKS Baszta Bytów                                             | 14:44,82 PB | Mateusz Kaczor RLTL ZTE Radom                                                      | 14:46,20 PB | Kamil Karbowiak LZS KL Kotwica Brzeg                                                                 | 14:57,27 |
| Bieg na 3000 m przez przeszkody | Mateusz Kaczmarek WKS Flota Gdynia                                          | 9:11,76     | Patryk Błaszczyk LKS Jantar Ustka                                                  | 9:16,60     | Mateusz Kaczor RLTL ZTE Radom                                                                        | 9:21,48  |
| Bieg na 110 m przez płotki      | Marcin Grudka WKS Flota Gdynia                                              | 14,26       | Kacper Schubert CWZS Zawisza Bydgoszcz                                             | 14,34       | Marcin Mencfel KS AZS AWF Kraków                                                                     | 14,43 PB |
| Bieg na 400 m przez płotki      | Szymon Zięba KS AZS AWF Kraków                                              | 52,96 PB    | Maciej Goss KS AZS AWF Kraków                                                      | 53,38       | Kacper Ambroży KS AZS AWF Wrocław                                                                    | 53,40 PB |
| Sztafeta 4 × 100 m              | KS Agros Zamość Dawid Muzyczuk Cezary Mirosław Marcin Talacha Dominik Kopeć | 41,82       | UKS Orkan Środa Wlkp. Jarosław Guszczak Maciej Palicki Marcin Senk Wojciech Kaczor | 41,83       | OŚ AZS Poznań Szymon Jakubowski Bartosz Zaparty Jakub Gałandziej Józef Wosicki                       | 42,31    |
| Sztafeta 4 × 400 m              | AZS Łódź Kamil Mroczek Natan Buch Tomasz Sych Kajetan Duszyński             | 3:18,79     | AZS-AWF Warszawa Rafał Abramowski Jakub Bałdyka Emil Czarnocki Dariusz Kowaluk     | 3:18,99     | AZS KU Politechniki Opolskiej Opole Błażej Sobczak Hubert Olczyk Aleksander Kupczak Rafał Jurczyński | 3:20,32  |
| Skok w dal                      | Bartosz Wójcik WLKS Nowe Iganie                                             | 7,48 PB     | Bartosz Chojnowski KS Podlasie Białystok                                           | 7,32 SB     | Mateusz Jopek KS AZS AWF Wrocław                                                                     | 7,23     |
| Trójskok                        | Jan Kulmaczewski UKS Misiaczki Pruszków                                     | 15,53       | Bartosz Wójcik WLKS Nowe Iganie                                                    | 15,35       | Krzysztof Dudek TL Pogoń Ruda Śląska                                                                 | 15,29 PB |
| Skok wzwyż                      | Norbert Kobielski MKS Inowrocław                                            | 2,19        | Igor Kopala CWKS Resovia                                                           | 2,16 PB     | Bartłomiej Bedeniczuk KS AZS-AWF Biała Podlaska                                                      | 2,04     |
| Skok o tyczce                   | Mateusz Jerzy AZS-AWF Warszawa                                              | 5,20        | Borys Dżaman OSOT Szczecin                                                         | 5,00        | Maciej Włódarski CWZS Zawisza Bydgoszcz                                                              | 4,90     |
| Pchnięcie kulą                  | Konrad Bukowiecki PKS Gwardia Szczytno                                      | 20,80       | Jan Parol WLKS Nowe Iganie                                                         | 18,93       | Szymon Marchlewski MLKS Nadwiślanin Chełmno                                                          | 17,57 PB |
| Rzut dyskiem                    | Bartłomiej Stój AZS KU Politechniki Opolskiej Opole                         | 60,73       | Konrad Bukowiecki PKS Gwardia Szczytno                                             | 58,42 PB    | Krystian Pawelczyk MKS Pułtusk                                                                       | 54,56    |
| Rzut młotem                     | Adrian Muszyński CWZS Zawisza Bydgoszcz                                     | 60,62 PB    | Łukasz Czajkowski LUKS Atletic Białystok                                           | 57,89       | Kacper Wrzałkowski CWZS Zawisza Bydgoszcz                                                            | 57,84    |
| Rzut oszczepem                  | Rafał Gierek MKS Pułtusk                                                    | 71,92       | Mateusz Kwaśniewski ULKS Uczniak Szprotawa                                         | 66,04       | Kamil Marach MKL Toruń                                                                               | 64,77    |

### Kobiety
| Konkurencja:                  | 1. miejsce                                                                                     | Rezultat   | 2. miejsce                                                                             | Rezultat | 3. miejsce                                                                         | Rezultat   |
| Bieg na 100 m                 | Kamila Ciba OŚ AZS Poznań                                                                      | 11,62 PB   | Ewa Ochocka KS AZS AWF Wrocław                                                         | 11,78    | Magdalena Wronka KS Agros Zamość                                                   | 11,89      |
| Bieg na 200 m                 | Adrianna Janowicz MKS Baszta Szamotuły                                                         | 24,35      | Ewa Ochocka KS AZS AWF Wrocław                                                         | 24,76    | Mariola Karaś KS AZS AWF Kraków                                                    | 24,80      |
| Bieg na 400 m                 | Aleksandra Gaworska KS AZS AWF Kraków                                                          | 52,54      | Mariola Karaś KS AZS AWF Kraków                                                        | 52,95 PB | Dominika Muraszewska AZS-AWF Warszawa                                              | 53,44      |
| Bieg na 800 m                 | Paulina Waśniewska RLTL ZTE Radom                                                              | 2:11,08 PB | Natalia Gulczyńska MKL Szczecin                                                        | 2:11,98  | Barbara Skrzypko KS Podlasie Białystok                                             | 2:14,25    |
| Bieg na 1500 m                | Martyna Galant OŚ AZS Poznań                                                                   | 4:19,89    | Sylwia Indeka LKS Pszczyna                                                             | 4:23,49  | Aleksandra Hołda AZS-AWF Warszawa                                                  | 4:23,69 PB |
| Bieg na 5000 m                | Aleksandra Hołda AZS-AWF Warszawa                                                              | 17:10,10   | Weronika Pyzik LKS Znicz Biłgoraj                                                      | 17:11,08 | Aneta Konieczek WMLKS Nadodrze Powodowo                                            | 17:26,21   |
| Bieg na 100 m przez płotki    | Marlena Morton CWZS Zawisza Bydgoszcz                                                          | 13,64      | Katarzyna Flis AZS Łódź                                                                | 13,99    | Ada Kołodziej UKS Sprint 2020 Warszawa                                             | 14,00 PB   |
| Bieg na 400 m przez płotki    | Justyna Saganiak UKS 55 Łódź                                                                   | 59,71      | Helena Dalke OŚ AZS Poznań                                                             | 59,89 SB | Marta Kubeł CWZS Zawisza Bydgoszcz                                                 | 60,23 PB   |
| Bieg na 3000 m z przeszkodami | Aneta Konieczek WMLKS Nadodrze Powodowo                                                        | 10:41,30   | Patrycja Kapała AZS-AWF Katowice                                                       | 10:44,46 | Sylwia Ślęzak CKS Budowlani Częstochowa                                            | 10:52,73   |
| Sztafeta 4 × 100 m            | CWZS Zawisza Bydgoszcz Marlena Morton Katarzyna Tuniewicz Natasza Weiland Weronika Częsz       | 46,84      | OŚ AZS Poznań Marika Zandecka Kamila Ciba Daria Świerczyńska Helena Dalke              | 47,29    | KS AZS AWF Wrocław Ewa Ochocka Karolina Wrzesińska Anna Pałys Paulina Małkowska    | 47,36      |
| Sztafeta 4 × 400 m            | AZS-AWF Warszawa Natalia Bartosiewicz Angelika Sarna Karolina Grzegorczyk Dominika Muraszewska | 3:45,24    | KS AZS AWF Kraków Magdalena Suder Mariola Karaś Katarzyna Chryczyk Aleksandra Gaworska | 3:45,44  | KS AZS AWF Wrocław Magdalena Górka Karolina Wrzesińska Zofia Wróblewska Anna Pałys | 3:49,47    |
| Skok w dal                    | Magdalena Żebrowska KS Podlasie Białystok                                                      | 6,27PB     | Natalia Chacińska AZS Łódź                                                             | 6,05     | Izabela Włodarska KS AZS AWF Wrocław                                               | 6,04       |
| Trójskok                      | Małgorzata Kiełbasa AZS Łódź                                                                   | 12,95      | Adrianna Szóstak SL Olimpia Poznań                                                     | 12,84    | Aleksandra Glapińska MULKS Żeromski Sieradz                                        | 12,34      |
| Skok wzwyż                    | Justyna Konior KS AZS AWF Kraków                                                               | 1,73       | Zofia Dłutek KS AZS AWF Kraków                                                         | 1,70 =PB | Joanna Stanisławska UKS Orkan Środa Wlkp.                                          | 1,65       |
| Skok o tyczce                 | Wiktoria Wojewódzka OSOT Szczecin                                                              | 4,05       | Paulina Hnida KS AZS AWF Wrocław                                                       | 3,70     | Agata Puchałka UKS Olimp Mazańcowice                                               | 3,40       |
| Pchnięcie kulą                | Klaudia Kardasz KS Podlasie Białystok                                                          | 17,88 PB   | Monika Nowak KS AZS AWF Kraków                                                         | 14,36 PB | Beata Trzonkowska LŁKS Prefbet Śniadowo Łomża                                      | 13,56      |
| Rzut dyskiem                  | Daria Zabawska KS Podlasie Białystok                                                           | 56,73      | Monika Nowak KS AZS AWF Kraków                                                         | 52,16    | Aleksandra Grubba AZS-AWFiS Gdańsk                                                 | 48,85      |
| Rzut młotem                   | Katarzyna Furmanek KKL Kielce                                                                  | 66,29      | Marika Kaczmarek MUKS Kadet Rawicz                                                     | 64,35 PB | Agata Zieńkiewicz ALKS AJP Gorzów Wlkp.                                            | 62,63      |
| Rzut oszczepem                | Marcelina Witek KS Polanik Piotrków Trybunalski                                                | 57,24      | Klaudia Maruszewska SKLA Sopot                                                         | 52,34    | Agnieszka Grubba AZS-AWFiS Gdańsk                                                  | 52,00      |